# Młyn w Skrzypcu
Młyn w Skrzypcu – dawny młyn wodny nad rzeką Prudnik w Skrzypcu, w gminie Lubrza, powiecie prudnickim, województwie opolskim. Wzniesiony w 1866, zniszczony w wyniku pożaru w 1997. Wpisany do gminnej ewidencji zabytków.

## Historia
W tym samym miejscu, co obecny młyn, już w XIV i XV wieku stał drewniany młyn wodny. 2 lipca 1392 Konrad Elsterberg wraz z synami Henrykiem i Mikołajem sprzedali młyn Henrykowi Kindechinowi. W tymże okresie książę opolski ustanowił zakaz budowy kolejnego młyna. W 1830 w Skrzypcu funkcjonował młyn wodny. W 1866 wzniesiono nowy młyn.
W 1911 młyn przeszedł modernizację, koło wodne zostało zastąpione turbiną Francisa, wzniesiono komorę turbiny i przybudówkę południowo-zachodnią. Podczas dwudziestolecia międzywojennego właścicielem młyna był A. Heisig. W 1978 zrezygnowano z napędu wodnego na elektryczny. W 1994 właścicielem młyna był Henryk Bogocz.
W nocy z 1 na 2 lutego 1997 młyn został zniszczony w wyniku pożaru. Według ustaleń Komendy Powiatowej Policji w Prudniku, w momencie wybuchu pożaru w obiekcie przebywał jeden ze współwłaścicieli młyna, jego małoletni syn, a także brat drugiego współwłaściciela. Na około pół godziny przed wybuchem pożaru, właściciel wyłączył walce młyńskie, po czym młyn kontynuował pracę na biegu jałowym. Postępowano tak na zakończenie pracy, żeby odetkać drogi w maszynie. Pożar powstał w obrębie szybu towarowego. Rozpowszechnianiu się pożaru sprzyjało stare drewno, a także składowane w pobliżu zboże, otręby i mąka. Właściciel jako pierwszy przystąpił do gaszenia pożaru. Straż pożarną wezwała kobieta mieszkająca w domu naprzeciwko młyna. Na miejsce przybyli strażacy z Prudnika, Nysy, Paczkowa i Kędzierzyna-Koźla. Osoby przebywające w młynie były ewakuowane przez okno. W wyniku akcji gaśniczej ucierpiał przylegający do młyna dom państwa Schneiderów.
Po młynie pozostały wypalone ściany. Zgliszcza nie zostały rozebrane.

## Architektura
Budynek miał założenie pałacowo-młynarskie. Trzykondygnacyjny o wystawnej formie, która nawiązywała do neogotyckiego budownictwa pałacowego. Eklektyczny, z elementami klasycyzującymi. Wzniesiony z cegły, tynkowany, z dachem dwuspadowym, pierwotnie kryty papą na lepiku. Elewacja frontowa dziewięcioosiowa, symetryczna, w trzech osiach środkowych ryzalit z narożnymi pilastrami w formie wieżyczek ze zwieńczeniami. Ryzalit zamknięty płaskim, trójkątnym szczytem z prostokątną sterczyną w wierzchołku.
Obiekt posiada liczne detale architektoniczne: gzymsy, podziały ramowe elewacji, fryz arkadowy, boniowanie, pilastry, sterczyny, gzymsy nadokienne, profilowane obramienia okienne. Otwory okienne na parterze i w całym ryzalicie zamknięte półłukiem, pozostałe prostokątne. Częściowo zachowana oryginalna stolarka okienna – okna krosnowe, zdwojone oraz drzwi dwuskrzydłowe, ramowo-płycinowe. Wnętrze młyna zbudowane było głównie z drewna.